# SMC6
SMC6‏ (Structural maintenance of chromosomes 6) هوَ بروتين يُشَفر بواسطة جين SMC6 في الإنسان.